# João Alberto Miranda Ribeiro
João Alberto Miranda Ribeiro (Olivença — Desterro, 19 de janeiro de 1800) foi um militar e administrador colonial português.
Foi governador da capitania de Santa Catarina, assumindo o governo em 8 de julho de 1793, permanecendo no cargo até 18 de janeiro de 1800, falecendo no dia seguinte. Foi sepultado na Catedral Metropolitana de Florianópolis.